# Schlosshotel im Grunewald

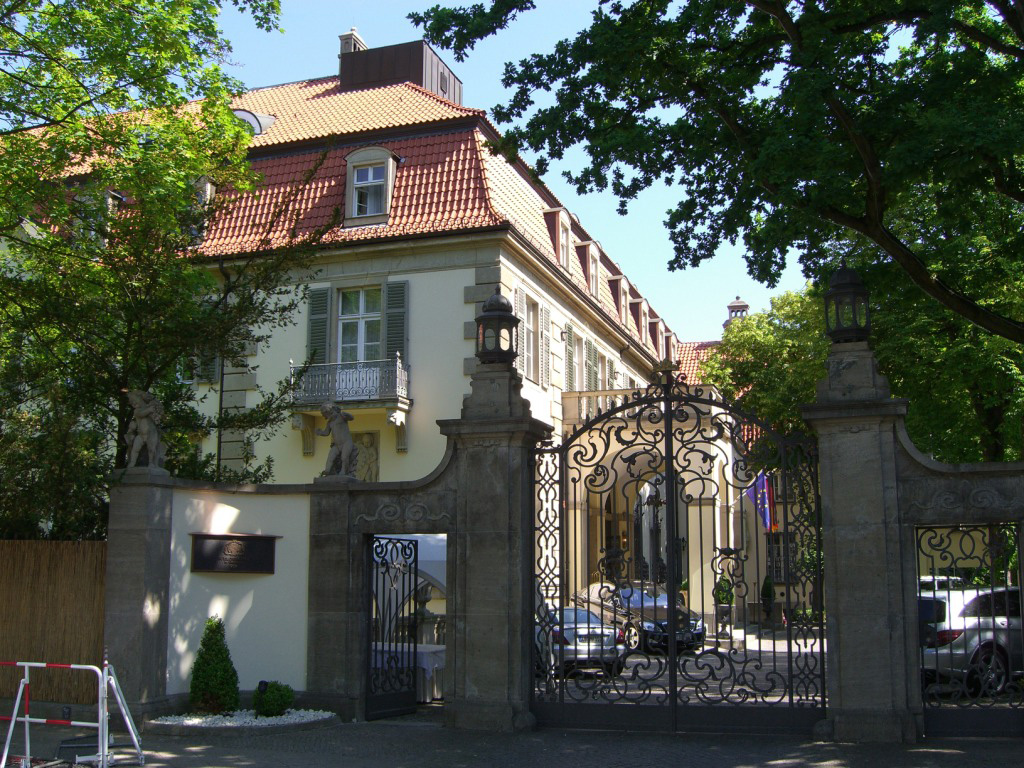
Das Schlosshotel in Berlin-Grunewald

Das Schlosshotel im Grunewald im Berliner Ortsteil Grunewald ist ein 5-Sterne-Luxushotel, das in einer alten und traditionsreichen Villa, dem Palais Pannwitz, untergebracht ist.

## Geschichte
Das selbst für Grunewalder Verhältnisse großzügige Haus wurde 1911 von dem Münchner Prominentenanwalt und Kunstsammler Walter von Pannwitz bei dem aus Nürnberg stammenden, damals in Dresden tätigen Architekten German Bestelmeyer in Auftrag gegeben, allerdings vom Auftraggeber bis ins Detail mitgestaltet. Der Anlass war die Heirat mit seiner früheren Mandantin Catalina Roth sowie um den Kunstsammlungen des Ehepaars einen entsprechenden Rahmen zu verschaffen. Nach zwei Jahren Bauzeit, Anfang 1914, war das Palais im Stil der italienischen Renaissance fertiggestellt. Die Gesamtbaukosten betrugen rund fünf Millionen Mark (kaufkraftbereinigt in heutiger Währung: rund 32,9 Millionen Euro), eine für damalige Verhältnisse enorme Summe für ein privates Anwesen.
Die Familie von Pannwitz veranstaltete dort großzügige Feste. Auch Kaiser Wilhelm II. soll bei seinen Ausritten in den Grunewald gern im Hause Pannwitz eingekehrt sein. Nach dem Ende des Ersten Weltkriegs folgte die Familie von Pannwitz dem Kaiser ins holländische Exil und erwarb dort das Schloss De Hartekamp bei Bennebroek. Auf einer Reise zu den argentinischen Besitzungen erkrankte und verstarb Walter von Pannwitz im Jahr 1920, wonach für über 20 Jahre das Palais im Grunewald weitgehend unbewohnt blieb. Nach dem Tod des Kaisers emigrierte die dem Nationalsozialismus nicht wohlgesinnte Catalina von Pannwitz in die Schweiz und verkaufte ihr Berliner Anwesen für 1,5 Millionen Reichsmark an den deutschen Staat. Ein Cousin von Walter von Pannwitz sorgte dafür, dass das Gebäude nicht (wie geplant) in ein öffentliches Bürogebäude umgewandelt wurde, sondern unverändert dem damals neuentstandenen Staat Kroatien als Botschaft übergeben wurde.
Nach Ende des Zweiten Weltkriegs verhinderte die deutsche Haushälterin die Plünderung der verlassenen Botschaft durch sowjetische Truppen, indem sie geistesgegenwärtig im Garten die Fahne des befreundeten Staates Jugoslawien hisste. Dadurch wurde die ursprüngliche prunkvolle Innenausstattung des Gebäudes weitgehend erhalten. 1951 pachtete der Gastronom Wolfgang Gehrhus das Gebäude und richtete darin ein Luxushotel ein. In den 1960er und 1970er Jahren traf sich alles, was Rang und Namen hatte im Schlosshotel Gehrhus, auch diente es oft als Kulisse für Filmaufnahmen.
Nach dem Tod von Wolfgang Gehrhus 1984 verfiel das Anwesen. 1991 suchte die Stadt Berlin einen Käufer. Eine Gemeinschaft von Berliner Familien erwarb das unter Denkmalschutz stehende Haus und gestaltete es um. Für das Design war Karl Lagerfeld zuständig. 1994 wurde es wiedereröffnet als Schloßhotel Vier Jahreszeiten mit 54 Gästezimmern. 1999 wurde es umbenannt in Schloßhotel Ritz-Carlton Berlin, 2002 in The Regent Schlosshotel Berlin, 2004 in Schlosshotel im Grunewald und 2006 in Alma Berlin – Schlosshotel im Grunewald. Seit Januar 2014 ist das Schlosshotel im Grunewald unter der BR10 Grunewald Betriebs GmbH Mitglied bei Relais & Châteaux. Im Jahr 2015 wurde das Schlosshotel im Grunewald in Patrick Hellmann Schlosshotel umbenannt und erhielt ein Re-design vom internationalen Modedesigner Patrick Hellmann.
Während der Fußball-Weltmeisterschaft 2006 hatte die deutsche Fußballnationalmannschaft im Schlosshotel ihr Quartier, dessen Chefin damals Uta Felgner war. Der für eine Million Euro versteigerte Zettel für Torhüter Jens Lehmann im WM-Elfmeterschießen 2006 gegen Argentinien trug die Signatur „Schlosshotel im Grunewald“.
Während der Fußball-Europameisterschaft 2024 gastiert die Österreichische Fußballnationalmannschaft im Schlosshotel.